# 信安郡 (隋朝)
信安郡，中国隋朝时设置的郡。
大业三年（607年）改端州置，治所在高要县（今广东省肇庆市）。辖境相当今广东省肇庆、德庆、云浮、新兴等市地及阳春市北部。大业九年（613年），农民起义军陈瑱曾攻占此地。唐朝武德四年（621年）仍为端州。